# Promozione Piemonte-Valle d'Aosta 1955-1956
La Promozione fu il massimo campionato regionale di calcio disputato in Piemonte nella stagione 1955-1956.
A ciascun girone, che garantiva al suo vincitore la promozione in IV Serie a condizione di soddisfare le condizioni economiche richieste dai regolamenti, partecipavano sedici squadre, ed era prevista la retrocessione delle quattro peggio piazzate, anche se erano possibili aggiustamenti automatici per ripartire fra le appropriate sedi locali le squadre discendenti dalla IV Serie.
Questi sono i gironi organizzati dalla Lega Regionale Piemontese.

## Girone A

### Squadre partecipanti
| Club                     | Città (provincia)        | Stagione precedente |
| ------------------------ | ------------------------ | ------------------- |
| A.S. Bellinzago          | Bellinzago Novarese (NO) |                     |
| A.C. Borgomanero         | Borgomanero (NO)         |                     |
| A.S. Carpignano          | Carpignano Sesia (NO)    |                     |
| U.R.S. La Chivasso       | Chivasso (TO)            |                     |
| U.S. Coggiola            | Coggiola (VC)            |                     |
| A.S. Cossatese           | Cossato (VC)             |                     |
| U.S. Grignasco           | Grignasco (NO)           |                     |
| S.S. Libertas            | Pallanza (NO)            |                     |
| U.S. Livorno Ferraris    | Livorno Ferraris (VC)    |                     |
| A.S. Omegna              | Omegna (NO)              |                     |
| U.S. Popolo              | Casale Popolo (AL)       |                     |
| A.S. Sunese              | Suno (NO)                |                     |
| U.S. Trinese             | Trino Vercellese (VC)    |                     |
| U.S. Tronzanese          | Tronzano Vercellese (VC) |                     |
| A.S. Virtus Villadossola | Villadossola (NO)        |                     |
| G.S. Wild & C.           | Novara                   |                     |

### Classifica finale
|  | Pos. | Squadra             | Pt | G  | V  | N  | P  | GF | GS | DR  |
|  | ---- | ------------------- | -- | -- | -- | -- | -- | -- | -- | --- |
|  | 1.   | Wild & C.           | 48 | 30 | 22 | 4  | 4  | 88 | 30 | +58 |
|  | 2.   | Borgomanero         | 43 | 30 | 19 | 5  | 6  | 60 | 34 | +26 |
|  | 3.   | Cossatese           | 42 | 30 | 17 | 8  | 5  | 60 | 30 | +30 |
|  | 4.   | Trinese             | 38 | 30 | 15 | 8  | 7  | 52 | 32 | +20 |
|  | 4.   | La Chivasso         | 38 | 30 | 14 | 10 | 6  | 56 | 37 | +19 |
|  | 6.   | Grignasco           | 31 | 30 | 9  | 13 | 8  | 55 | 44 | +11 |
|  | 7.   | Omegna              | 29 | 30 | 10 | 9  | 11 | 38 | 36 | +2  |
|  | 8.   | Popolo              | 28 | 30 | 10 | 8  | 12 | 53 | 55 | -2  |
|  | 8.   | Tronzanese          | 28 | 30 | 10 | 8  | 12 | 45 | 53 | -8  |
|  | 10.  | Coggiola            | 27 | 30 | 8  | 11 | 11 | 47 | 53 | -6  |
|  | 11.  | Virtus Villadossola | 25 | 30 | 11 | 3  | 16 | 44 | 52 | -8  |
|  | 12.  | Bellinzago          | 24 | 30 | 7  | 10 | 13 | 42 | 55 | -13 |
|  | 13.  | Sunese              | 23 | 30 | 7  | 9  | 14 | 32 | 59 | -27 |
|  | 14.  | Carpignano          | 22 | 30 | 9  | 4  | 17 | 46 | 63 | -17 |
|  | 15.  | Libertas            | 21 | 30 | 6  | 9  | 15 | 25 | 52 | -27 |
|  | 16.  | Livorno Ferraris    | 13 | 30 | 4  | 5  | 21 | 30 | 88 | -58 |

Legenda:
      Ammesso alle finali per il titolo.
  Retrocesso e in seguito riammesso.
      Retrocesso in Prima Divisione Regionale.
Regolamento:
Due punti a vittoria, uno a pareggio, zero a sconfitta.
Pari merito in caso di pari punti.
Note:
Sunese e Carpignano riammesse per motivi ignoti.

## Girone B

### Squadre partecipanti
| Club                  | Città (provincia)          | Stagione precedente |
| --------------------- | -------------------------- | ------------------- |
| U.S. Acqui            | Acqui Terme (AL)           |                     |
| U.S. Aosta            | Aosta                      |                     |
| A.S. Carignano        | Carignano (TO)             |                     |
| U.S. Carmagnolese     | Carmagnola (TO)            |                     |
| G.S. Cinzano          | Santa Vittoria d'Alba (CN) |                     |
| U.S. Ciriè            | Cirié (TO)                 |                     |
| A.S. Canelli          | Canelli (AT)               |                     |
| U.S. Sobrero Gassino  | Gassino Torinese (TO)      |                     |
| U.S. Lanzese          | Lanzo Torinese (TO)        |                     |
| F.C Pinerolo          | Pinerolo (TO)              |                     |
| U.S. R.I.V.           | Villar Perosa (TO)         |                     |
| A.C. Saluzzo          | Saluzzo (CN)               |                     |
| U.S. Saviglianese     | Savigliano (CN)            |                     |
| U.S. Settimese        | Settimo Torinese (TO)      |                     |
| G.S. S.N.I.A. Viscosa | Venaria Reale (TO)         |                     |
| G.S. Virtus Bra       | Bra (CN)                   |                     |

### Classifica finale
|  | Pos. | Squadra         | Pt | G  | V  | N  | P  | GF | GS | DR  |
|  | ---- | --------------- | -- | -- | -- | -- | -- | -- | -- | --- |
|  | 1.   | Pinerolo        | 50 | 30 | 22 | 6  | 2  | 85 | 31 | +52 |
|  | 2.   | Canelli         | 42 | 29 | 20 | 2  | 7  | 61 | 35 | ..  |
|  | 2.   | Aosta           | 42 | 30 | 17 | 8  | 5  | 76 | 32 | +44 |
|  | 4.   | Acqui           | 39 | 30 | 16 | 7  | 7  | 56 | 32 | +24 |
|  | 5.   | Lanzese         | 38 | 30 | 14 | 10 | 6  | 53 | 38 | +15 |
|  | ?.   | SNIA Viscosa    | 35 | 29 | 15 | 5  | 9  | 83 | 50 | ..  |
|  | ?.   | Sobrero Gassino | 31 | 30 | 12 | 7  | 11 | 44 | 52 | -8  |
|  | ?.   | R.I.V.          | 29 | 29 | 9  | 11 | 9  | 50 | 47 | ..  |
|  | ?.   | Saluzzo         | 28 | 30 | 10 | 8  | 12 | 47 | 53 | -6  |
|  | ?.   | Cinzano         | 25 | 30 | 10 | 5  | 15 | 36 | 48 | -12 |
|  | ?.   | Saviglianese    | 24 | 29 | 8  | 8  | 13 | 48 | 52 | ..  |
|  | ?.   | Settimese       | 23 | 28 | 9  | 5  | 14 | 42 | 60 | ..  |
|  | 13.  | Carmagnolese    | 23 | 29 | 10 | 3  | 16 | 48 | 66 | ..  |
|  | 14.  | Virtus Bra      | 18 | 29 | 7  | 4  | 19 | 47 | 70 | ..  |
|  | 15.  | Ciriè           | 18 | 29 | 5  | 8  | 16 | 32 | 68 | ..  |
|  | 16.  | Carignano       | 5  | 29 | 2  | 1  | 26 | 28 | 92 | ..  |

Legenda:
      Ammesso alle finali per il titolo.
  Retrocesso e in seguito riammesso.
      Retrocesso in Prima Divisione Regionale.
Regolamento:
Due punti a vittoria, uno a pareggio, zero a sconfitta.
Pari merito in caso di pari punti.
Note:
Bra riammesso per motivi ignoti.
La Carmagnolese rinuncia al campionato.
Classifica incompleta (diverse gare qui mancanti ma disputate).

## Finali per il titolo
|             | Risultati |             | Luogo e data             |
| ----------- | --------- | ----------- | ------------------------ |
| Pinerolo    | 3 - 0     | Wild Novara | Pinerolo, 10 giugno 1956 |
| Wild Novara | 5 - 2     | Pinerolo    | Novara, 17 giugno 1956   |
| Pinerolo    | 6 - 1     | Wild Novara | Torino, 24 giugno 1956   |
|             |           |             |                          |

Verdetti
- Pinerolo campione piemontese di Promozione.